# Pilgrim von Köln
Pilgrim († 25. August 1036) war von 1021 bis 1036 Erzbischof des Erzbistums Köln, seit 1031 Erzkanzler für Italien.

## Leben
Sein Vater war Chadalhoch IV. († 1030), Graf im Isengau, ein Bruder des Erzbischofs Aribo von Mainz, aus dem Geschlechte der Aribonen; sein Großvater war Pfalzgraf Aribo I. Seine Mutter war wohl eine Pilgrimidin. 
Von 1016 bis 1021 war Pilgrim Dompropst in Bamberg. Als Kanzler des Kaisers für Italien weilte er 1021 mit Kaiser Heinrich II. in Köln, wo man gerade zur Bischofswahl schritt. Die Wahl fiel auf Pilgrim und der Kaiser ernannte seinen Vertrauten am 29. Juni 1021 zum Erzbischof von Köln.
1022 führte Pilgrim einen Teil des kaiserlichen Heeres, besetzte Capua und nahm die Stadt Salerno ein. Nach dem Tode Kaiser Heinrichs II. gehörte er zu den lothringischen Großen um Herzog Dietrich und damit nicht zu den Wählern Konrads II. Doch fand er wohl bald einen Weg zum neuen König, dessen Ehefrau Gisela er drei Wochen nach der Königswahl krönte. 1024 gründete Pilgrim die Abtei Brauweiler, deren Mönche er aus Stablo holte. Er nahm 1027 an der Synode von Frankfurt teil.
Ostern 1028 krönte er Heinrich III. in Aachen. 1031 gewann Pilgrim das Erzamt des Erzkanzlers von Italien für die Kölner Erzbischöfe. Pilgrim erwarb ebenfalls für die Kölner Erzbischöfe das Münzrecht für Köln und Andernach. Am 21. Mai 1034 schenkte Pilgrim dem neu gebauten Kloster St. Nikolaus zu Brauweiler einen Hof in Köln nebst den zugehörigen Häusern. Er baute das Stift St. Aposteln am Neumarkt in Köln aus, hier fand Pilgrim nach seinem Tod die letzte Ruhe.